# Nicolás de Santa María

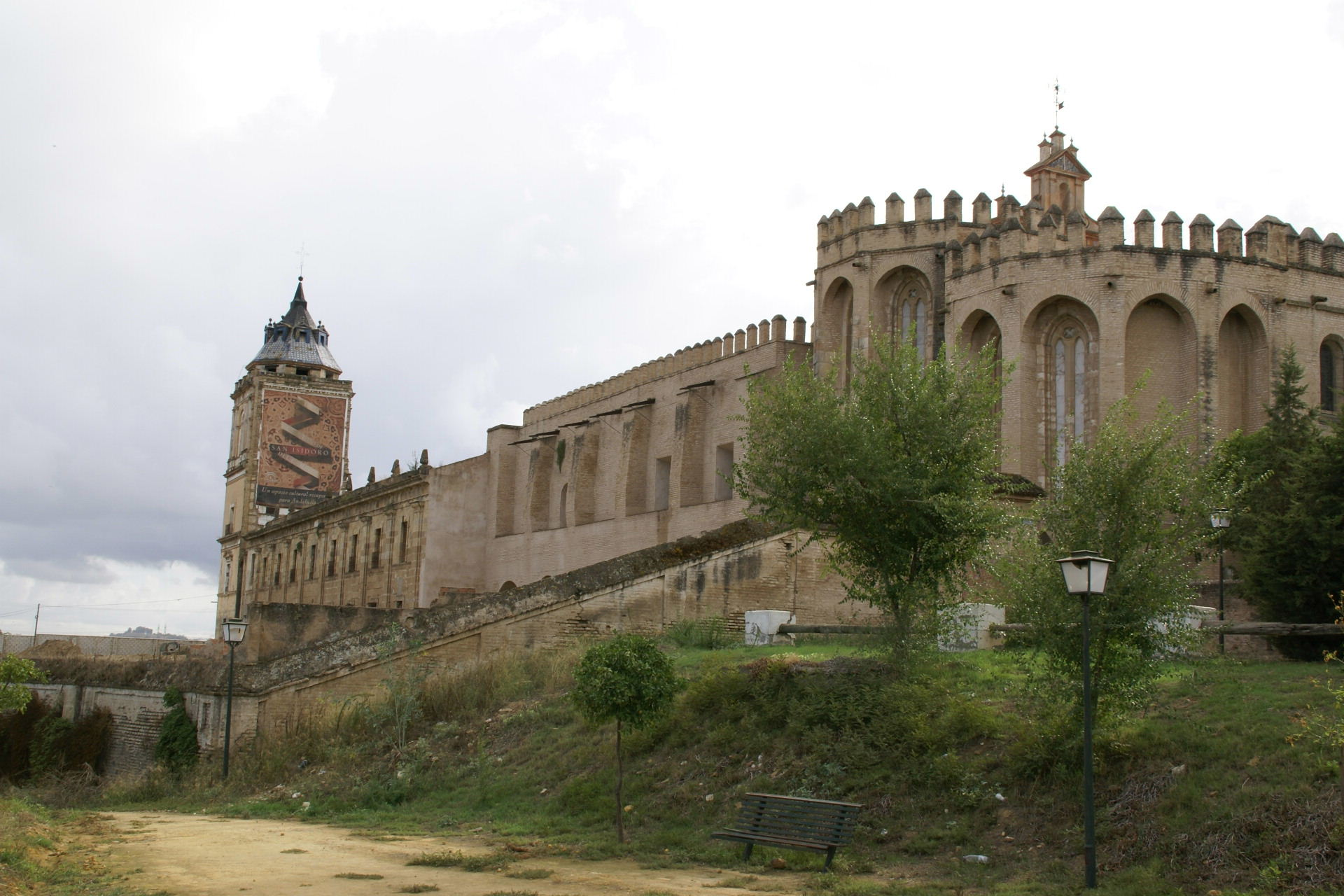
Monestir de Sant Isidor del Campo on va professà Nicolás de Santa María

Nicolás de Santa María (Fou un compositor i religiós jeroni, espanyol del segle xviii).
Fou monjo profés del monestir de San Isidor del Campo, extramurs de la ciutat de Sevilla, on vestí l'hàbit de Sant Jeroni ja entrat el segle xviii. Fecund compositor, el favor que les seves obres assoliren en la capella de Música de El Escorial les va respondre enviant les seves obres, de les quals se'n conserven una bona quantitat en aquell Arxiu.
Allà figuraren en el repertori des del 1724 fins al 1761 almenys, prova de la gran estima en què es tingueren. Malgrat que pertany de veritat a la seva època, Santa Maria és un contrapuntista peritissim que manifesta un domini perfecte de la tècnica musical.
Les seves obres principals són:
- Salms de Vigílies, a 7 i 8 veus
- Dues misses de Glòria a 8
- Una missa de Difunts a 7 i 8 veus respectivament, amb violins i una de cada classe, més alguns himnes i motets.